# Федеральные территории России
Федеральные территории — тип объектов федерального значения, возникший в Российской Федерации в 2020 году, административно-территориальные единицы Российской Федерации.
ФТ управляются напрямую федеральными властями, могут входить или не входить в состав какого либо региона—субъекта Российской Федерации, иметь или не иметь местные налоги и сборы. Населённая ФТ может быть муниципальным образованием со статусом городского округа. Режим государственного управления конкретной ФТ определяется федеральным законом, на основании которого данная ФТ образована.
С 22 декабря 2020 года в России существует одна федеральная территория: «Сириус».

## Появление нового типа территориальных объектов Российской Федерации

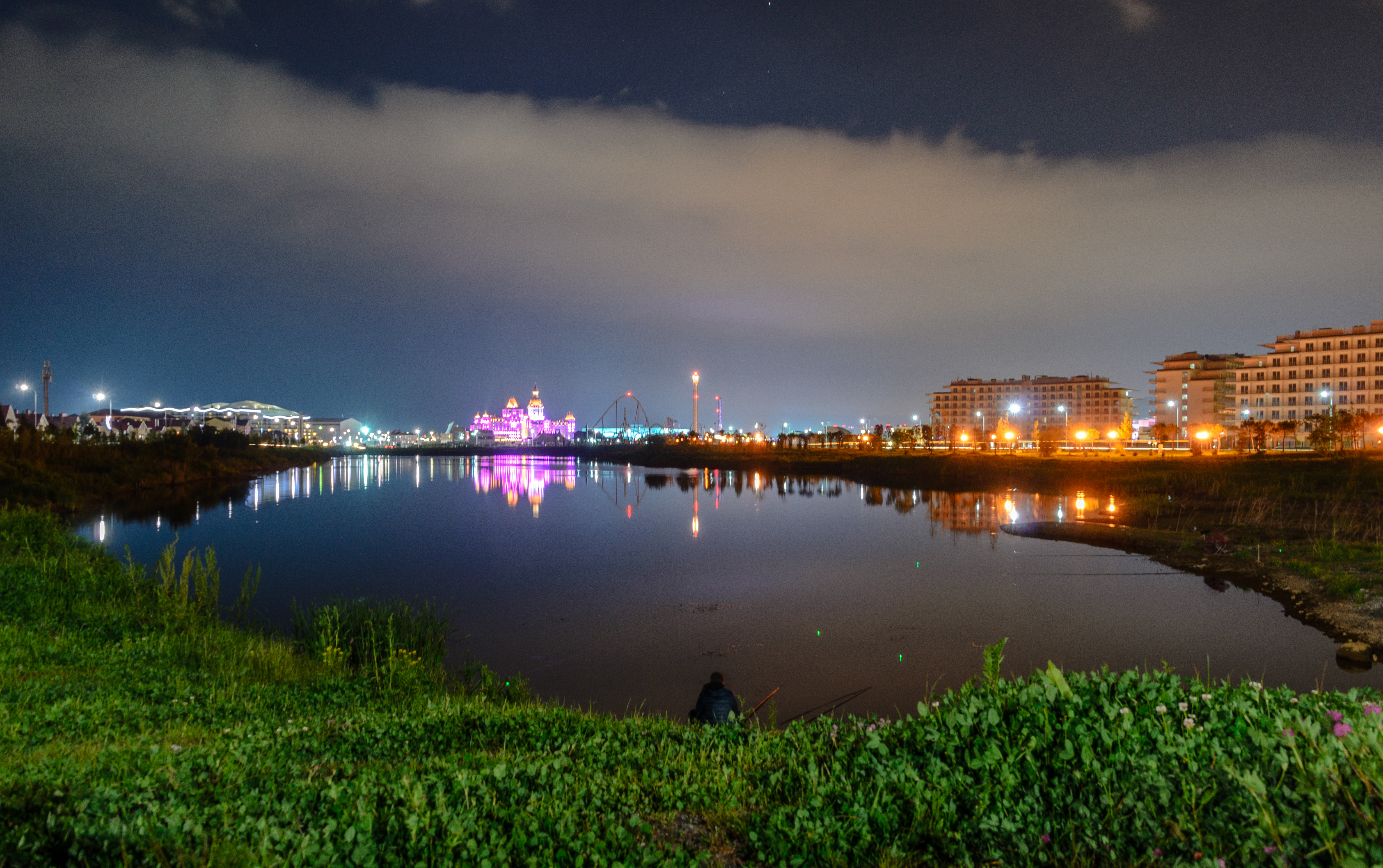
Пруд на ФТ «Сириус»

Возможность создания федеральных территорий в России появилась после принятия в 2020 году пакета поправок к Конституции России. В статье 67 п.1 Конституции Российской Федерации сказано:
Статья 67, пункт 1. Территория Российской Федерации включает в себя территории её субъектов, внутренние воды и территориальное море, воздушное пространство над ними. На территории Российской Федерации в соответствии с федеральным законом могут быть созданы федеральные территории. Организация публичной власти на федеральных территориях устанавливается указанным федеральным законом.
Понятие предложил ввести председатель Тульской областной думы Сергей Харитонов, отметивший, что 

К их числу, например, относятся закрытые административно-территориальные образования, особо охраняемые природные территории, Арктическая зона. Это обусловлено повышенными требованиями к обеспечению безопасности, защиты и охраны окружающей среды (например, озера Байкал, Кавказских Минеральных Вод) или же к созданию условий по повышению инвестиционной привлекательности, управление которыми «требует специального регулирования».

## Федеральная территория «Сириус»

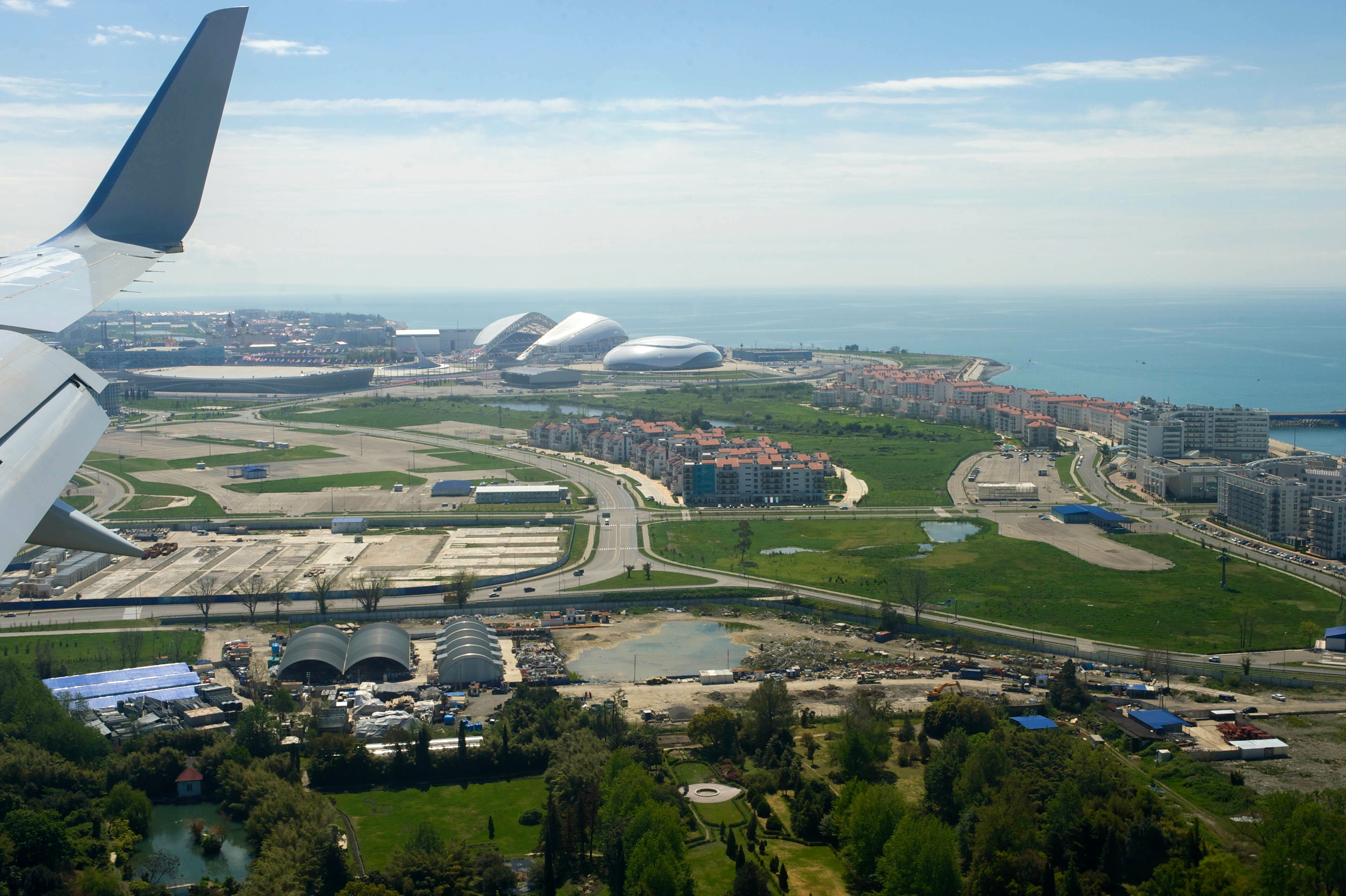
ФТ «Сириус» с высоты птичьего полёта

9 ноября 2020 года в Государственную думу был внесён законопроект о создании и функционировании федеральной территории «Сириус». 18 ноября он был принят в первом чтении, 8 декабря во втором, 9 декабря в третьем; 16 декабря был рассмотрен Советом Федерации, и 22 декабря подписан президентом.
ФТ была создана на части территории Адлерского района городского округа Сочи, наравне с которым отдельно входит в состав субъекта федерации Краснодарский край. На территории ФТ находится созданный на основе Олимпийского парка образовательный центр «Сириус». С 1 января 2022 года в ФТ могут устанавливаться местные налоги и сборы.